# Oğuz
Oğuz – miasto w północnym Azerbejdżanie, stolica rejonu Oğuz. Populacja wynosi 7,5 tys. (2022).